# Francesc Porta Vilalta
Francesc Porta Vilalta (Lleida, 27 de setembre de 1915 – 1 d'octubre de 1992) va ser un corredor de comerç, activista cultural, esportiu i polític que des dels anys 1950 fins a la seua mort, participà de manera activa en la vida cultural i política de Lleida i de Catalunya.

## Orígens
Va néixer en el si d'una família de la petita burgesia lleidatana per part de pare i de l'alta burgesia dels negocis per part de mare, i és germà d'Alfons Porta.
Francesc Porta es va formar a l'estranger, concretament a Tolosa i Londres. Fou corredor de comerç a Vilanova i la Geltrú després de la Guerra Civil.
L'any 1947 es va establir definitivament a Lleida, per exercir la seva professió de corredor de comerç. En aquell moment, Lleida era una ciutat marcada per les divisions socials i polítiques derivades de la Guerra Civil, ben diferent de l'entorn cosmopolita i catalanista en què Porta havia viscut durant la seva infància i joventut.
Francesc Porta va tenir cinc fills: Roser, Oriol, Mariona, Neus i Xavier.

## Activisme cultural i polític
Des dels anys 1950, Porta es va implicar activament en la vida cultural i intel·lectual de Lleida. Va ser director de la publicació setmanal Labor, que va intentar crear una xarxa d'intel·lectuals lleidatans i treballar per a l'opinió pública dins d'un cert protocatalanisme. Labor va ser tancada per la censura, però va deixar un llegat en l'àmbit cultural. Entre els col·laboradors i amics d'aquesta publicació hi ha noms com Josep Vallverdú i Aixalà, Manuel de Pedrolo i Molina, Guillem Viladot i Puig, Lluís Trepat i Padró, Leandre Cristòfol i Peralba, Ton Sirera, Dolors Sistac, Jaume Magre, entre d'altres. Va mantenir amistat amb Santiago, Eugeni i Juan Manuel Nadal Gaya, i ells mateixos li deien de Labor, la Destino de Ponent.
Va ser membre de la junta directiva d'Òmnium Cultural (1968) i va ser el primer president i principal impulsor de la delegació de Lleida d'aquesta entitat (1971-1974). A més, va tenir relacions properes amb destacats membres de la burgesia catalana, com els Cendrós i els Carulla.
A partir de la seva coneixença amb Jordi Pujol des de l'any 1958, Porta es va implicar en la creació de Convergència Democràtica de Catalunya (CDC) a Lleida. Tanmateix, desenganyat i traït per qui considerava el seu vell amic, va abandonar la militància política dos anys després de la fundació de CDC a Lleida.
El seu pensament sobre la realitat social i política de Catalunya es va veure delimitat a "Lleida la gran desconeguda", publicada dins l'obra conjunta Lleida, problema i realitat (1967), que va ser una obra col·lectiva escrita amb altres autors com Josep Vallverdú, Simeó Miquel, Josep Lladonosa i el Pare Gabernet.
Entre les seues activitats, també va participar en el Cine-Club Amateur de Lleida; i va presidir el Club Tennis Lleida des de principis de la dècada de 1960 fins a mitjans de la dècada de 1970.
Va estar també implicat en un projecte de televisió catalana privada, Televisió Catalana, S.A., que no va arribar a fructificar. Aquest projecte va comptar amb la participació de diversos membres destacats de CDC, com Antoni Subirà.
A més, Porta va ser soci fundador de les Escoles Alba. L'activisme de Francesc Porta va ser una expressió de la tímida però constant oposició al règim franquista que va sorgir des de certs sectors benestants de Catalunya.
Rebé la Medalla de Plata de la Ciutat de Lleida (1991).
El seu fons va ser donat a la Universitat de Lleida, i consta d'uns 200 llibres d'economia i 14 caixes amb documentació.